# Хуршни
Хуршни́ — село Дахадаевского района республики Дагестан. 
Образует сельское поселение село Хуршни как единственный населённый пункт в его составе. Является административным центром Хуршининского сельского поселения. 

## История
Селение Хуршни — это одно из древнейших поселений на территории Дахадаевского района, о чем свидетельствуют надписи на камнях старинных сооружений и надмогильные плиты. В пользу древности также свидетельствует довольно большая территория кладбищ, их всего пять с общей площадью более 3-х гектаров.

Название села, по словам жителей, произошло от даргинских слов Хула («Большое») и ши («Село»), что в переводе означает Большое село и в далеком прошлом оно так и называлось. На расстоянии от 2 до 4 километров от теперешнего села располагались небольшие поселения (хутора): Чибил-Ая (Верхнее поселение), Убил-Ая (Нижнее поселение), Хябкатти (Местность трех ущелий), Милиц махьи (поселение Милица), в которых имелось от 20 до 30 хозяйств, и в полуразрушенном виде они сохранились и по настоящее время. Были и другие более мелкие поселения, которые состояли из нескольких хозяйств.

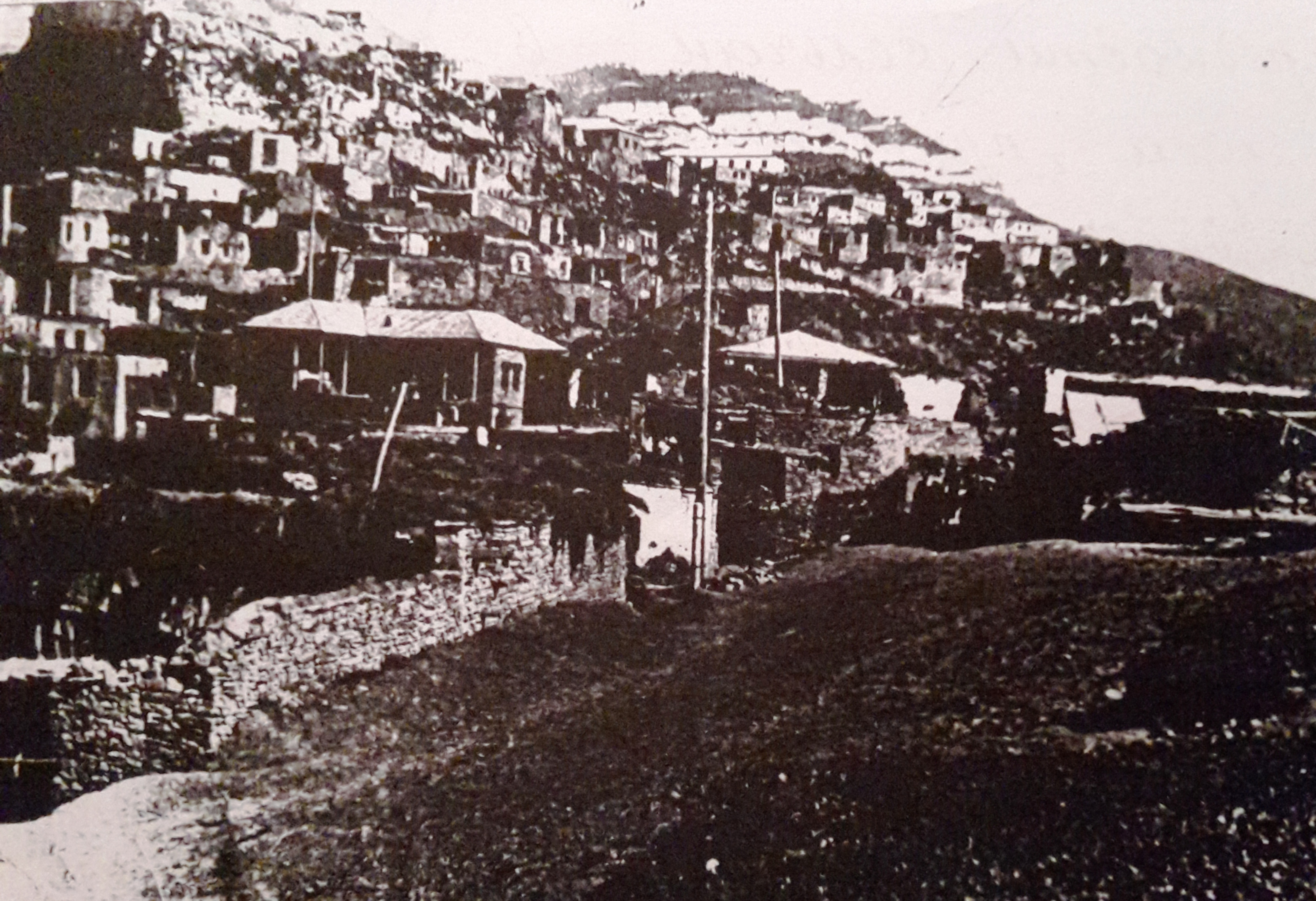
Хуршни в 1960 году

Согласно преданию, Хулаши и остальные поселения были разрушены и сожжены во времена нашествия различных завоевателей: в 7 веке арабов, в конце 14 веке нашествие Тимура, в 18 веке нашествие Надиршаха, погибло много людей, от чего и очень много кладбищ на территории данных поселений. Малые поселения несли большие потери и некоторые из них после этого восстанавливались. После всех этих событий к середине XIX века все остальные поселения присоединились к Хулаши, чтобы легче было защищаться. К этому моменту на территории современного села располагалось небольшое поселение, которое было окружено крепостной стеной с одной стороны и отвесной скалой с другой стороны.  Впоследствии селение получило название Хуршни. 

## География
Село находится на высоте 1546 м над уровнем моря. Село расположено на стыке территорий Каба-Дарго и Сирга. Ближайшие населённые пункты — Бутри, Гуладты, Урари, Дейбук, Харбук, Шулерчи, Бакни, Сутбук, Мирзита, Туракаримахи.

## Население
| 1888 | 1895 | 1926 | 1939 | 1970 | 1989 | 2002 |
| ---- | ---- | ---- | ---- | ---- | ---- | ---- |
| 560  | ↘540 | ↘453 | ↗476 | ↘389 | ↗416 | ↗625 |
| 2010 | 2012 | 2013 | 2014 | 2015 | 2016 | 2017 |
| ↘329 | ↘316 | ↘306 | ↘303 | ↘301 | ↘286 | ↘281 |
| 2018 | 2019 | 2020 | 2021 | 2023 | 2024 | 2025 |
| ↗282 | ↗283 | ↘280 | ↗364 | ↗366 | ↘364 | ↘363 |